# Комаров (Ивано-Франковская область)
Комаро́в (укр. Комарів) — село в Галичской городской общине Ивано-Франковского района Ивано-Франковской области Украины.
Находится на левом берегу реки Луква, которая впадает в Днестр.
Население по переписи 2001 года составляло 1580 человек. Население по переписи 2021 года составляло 1471 человек. Занимает площадь 15,74 км². Почтовый индекс — 77164. Телефонный код — 03431.

## Фото

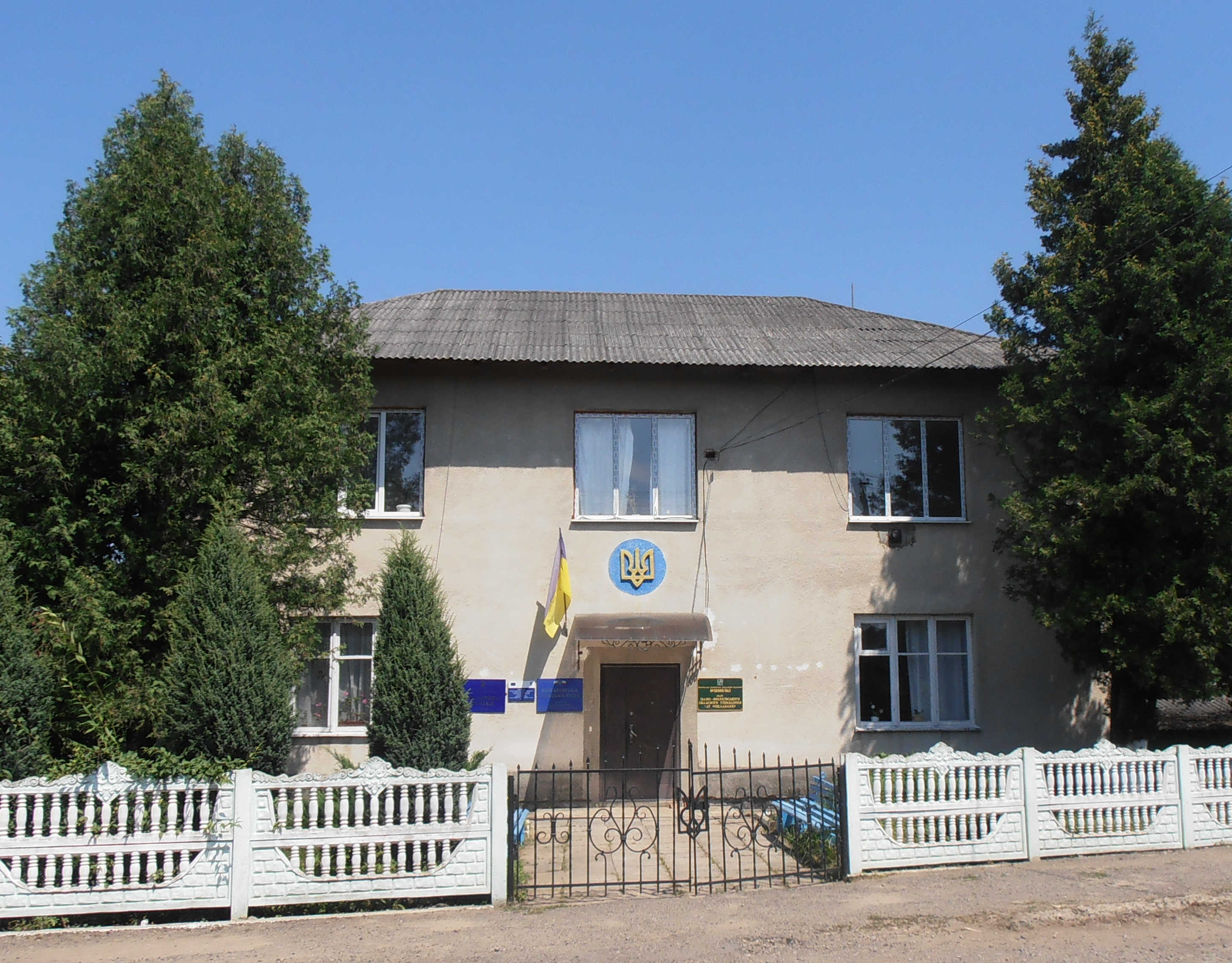
Сельсовет
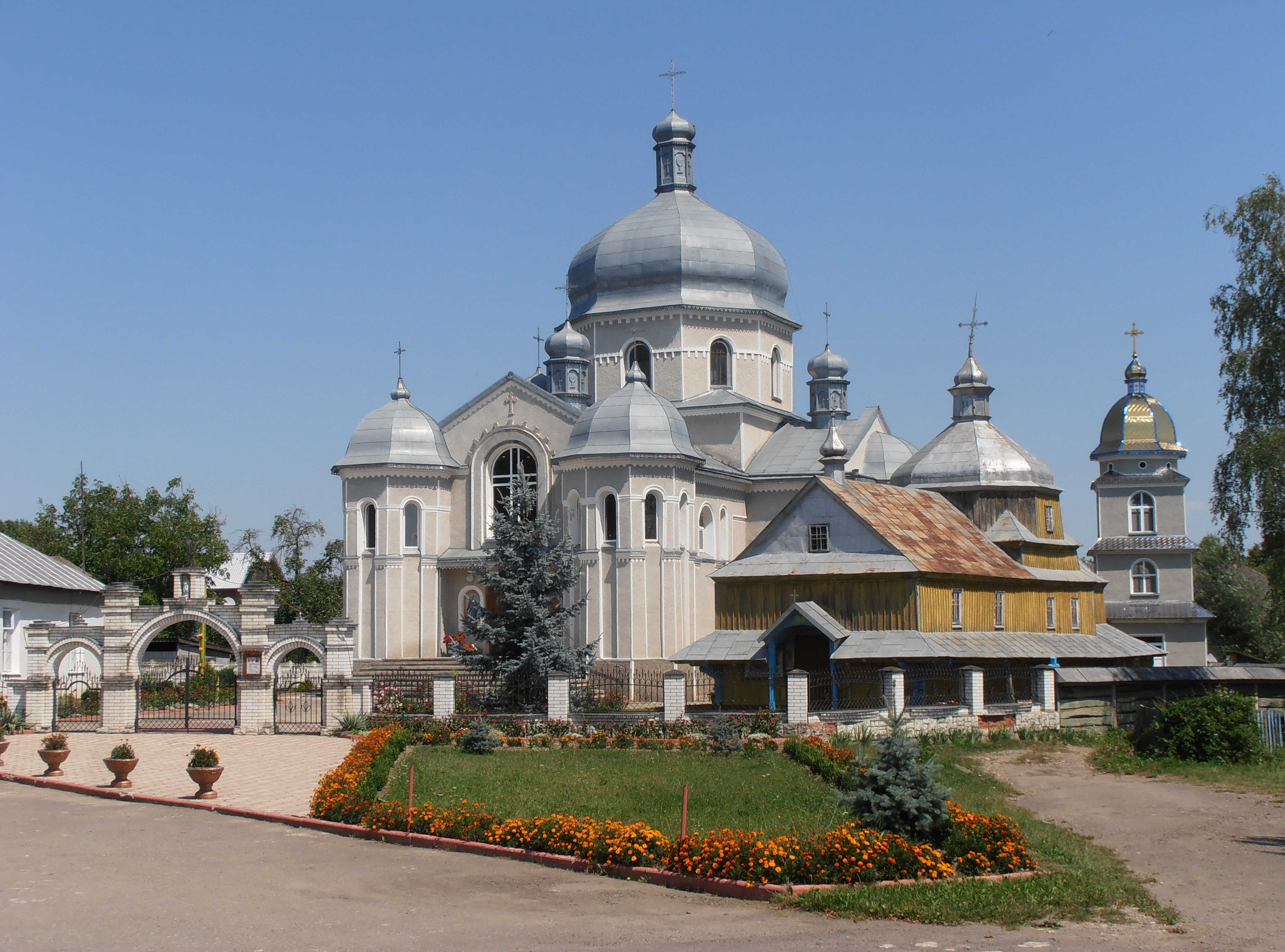
Церковь
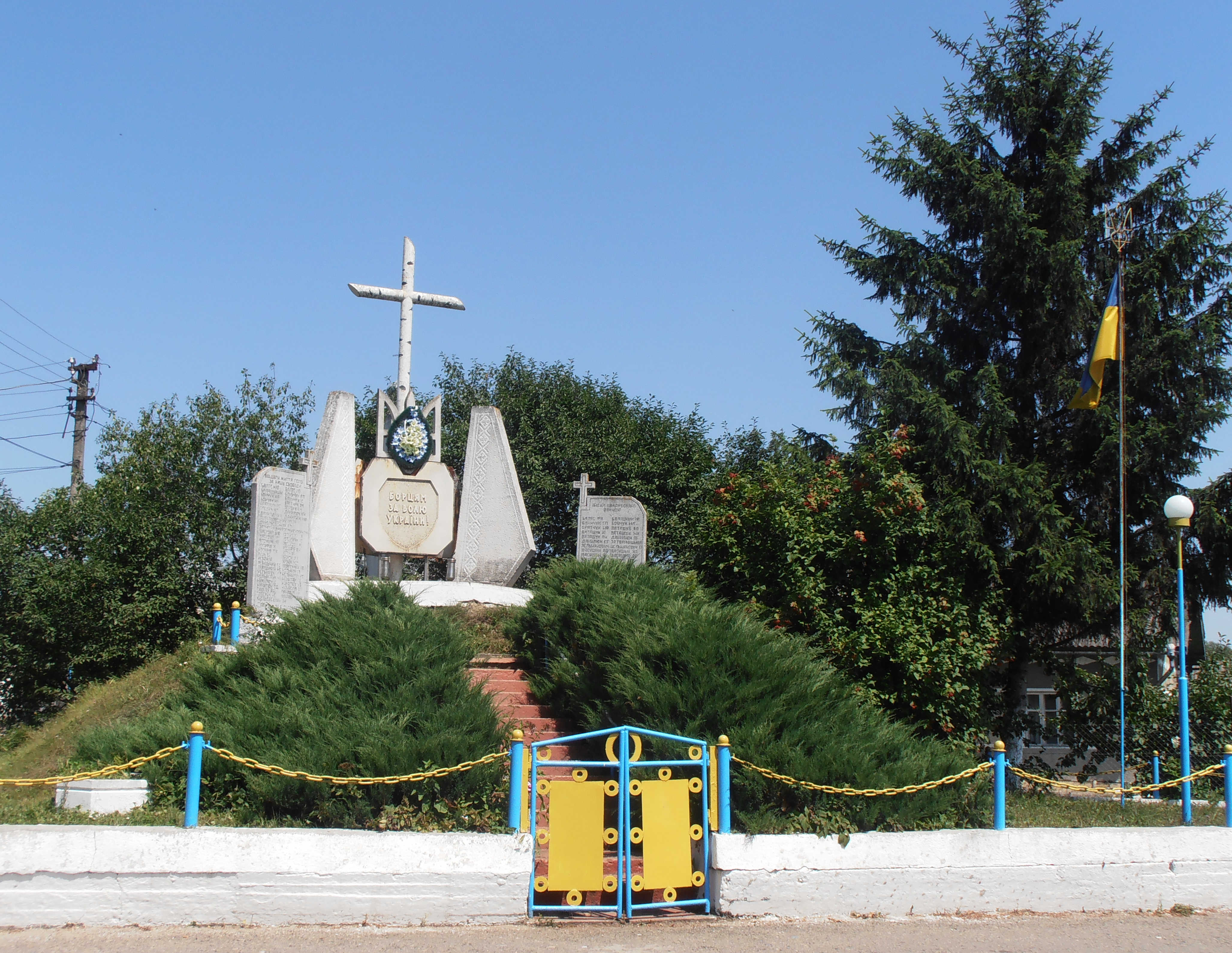
Символическая могила
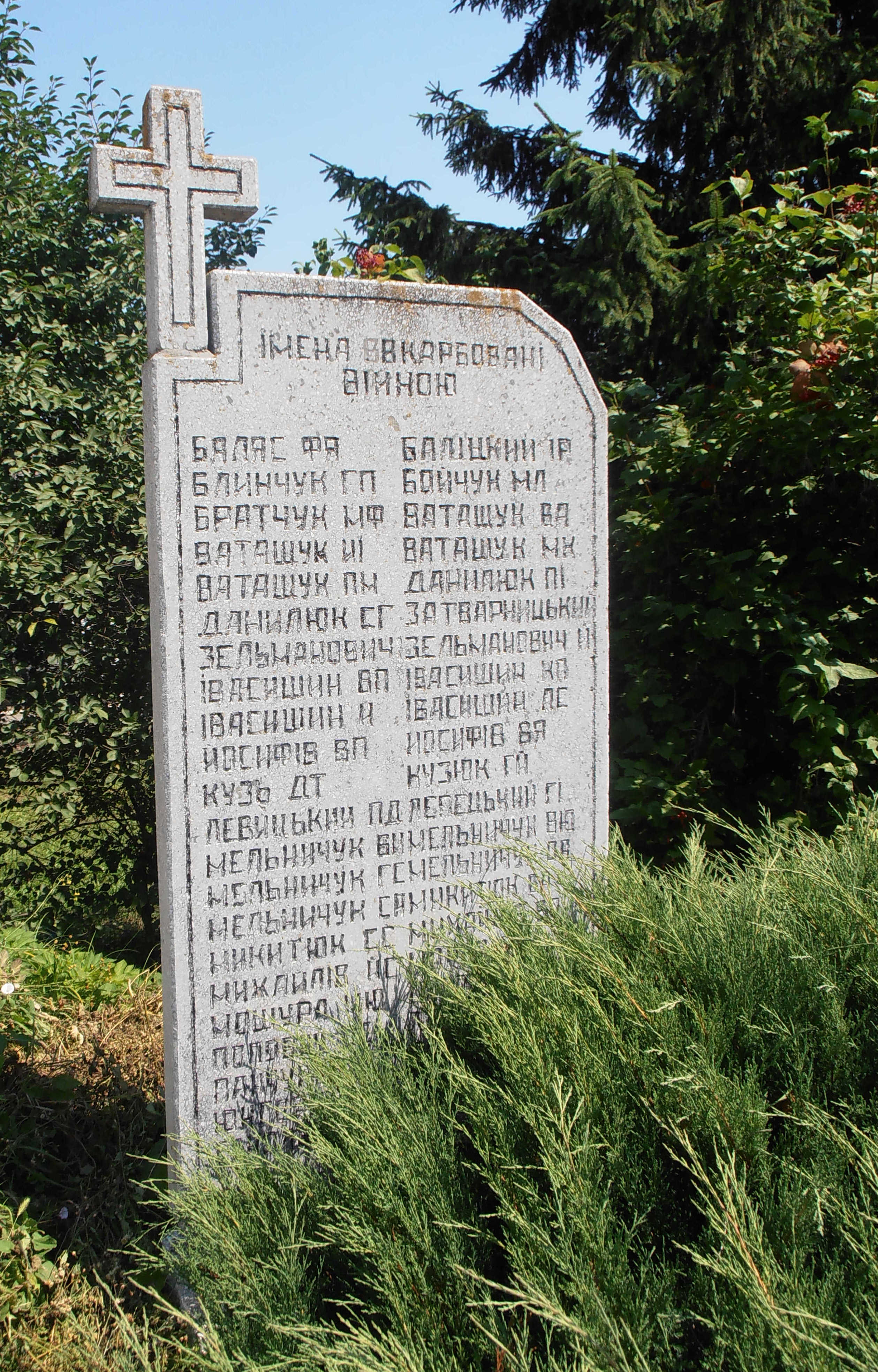
Стела на могиле
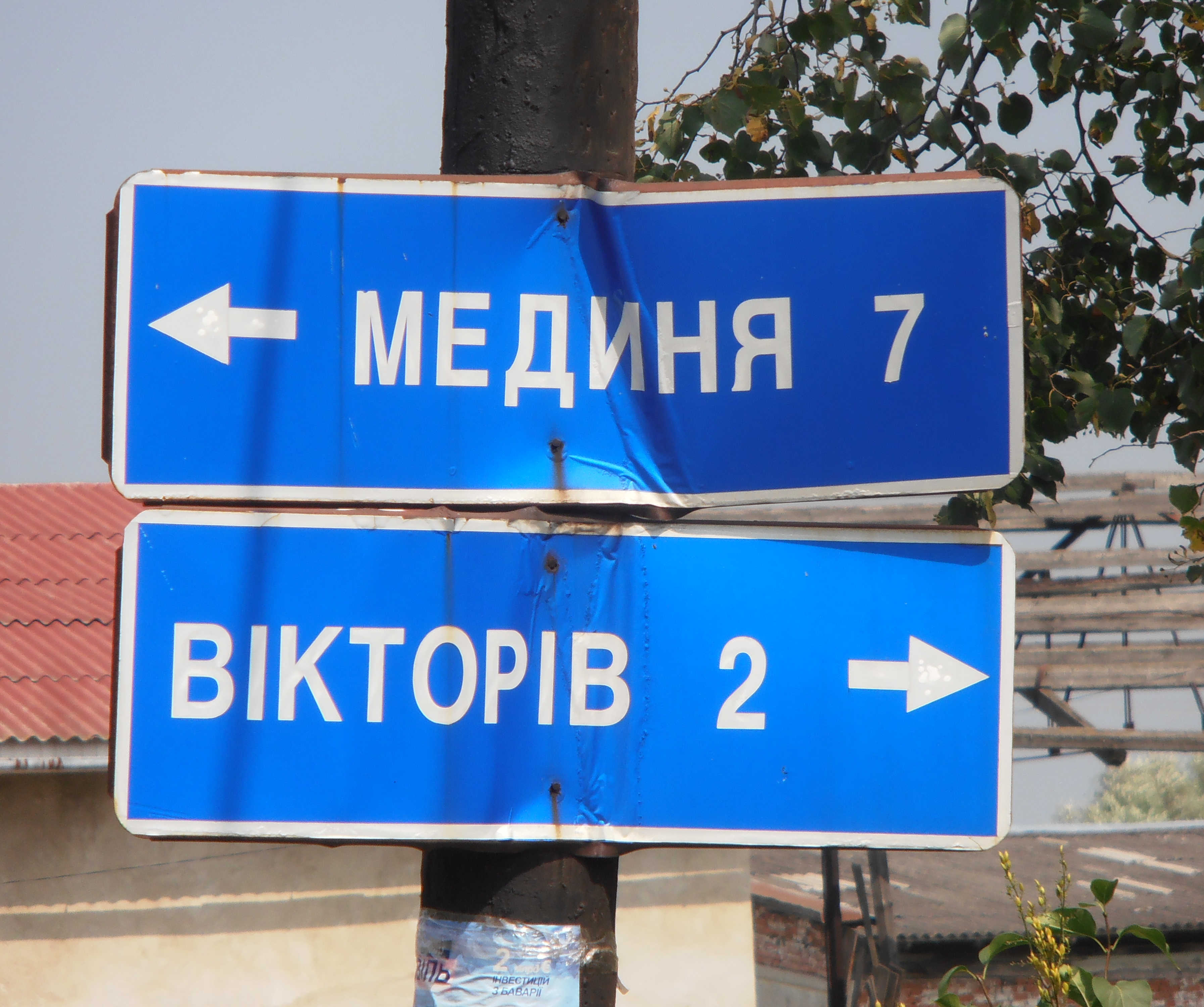
Указатели
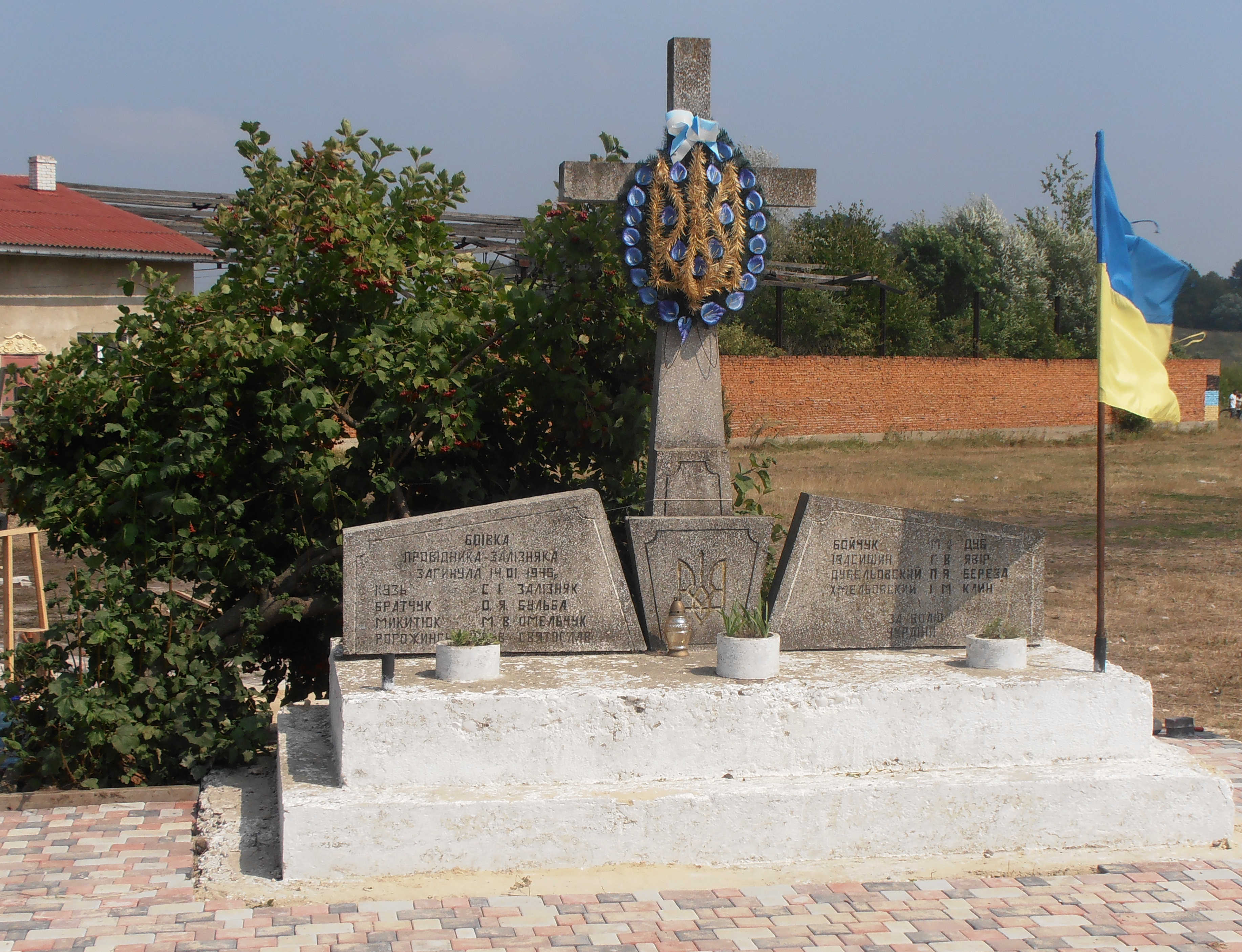
Монумент УПА
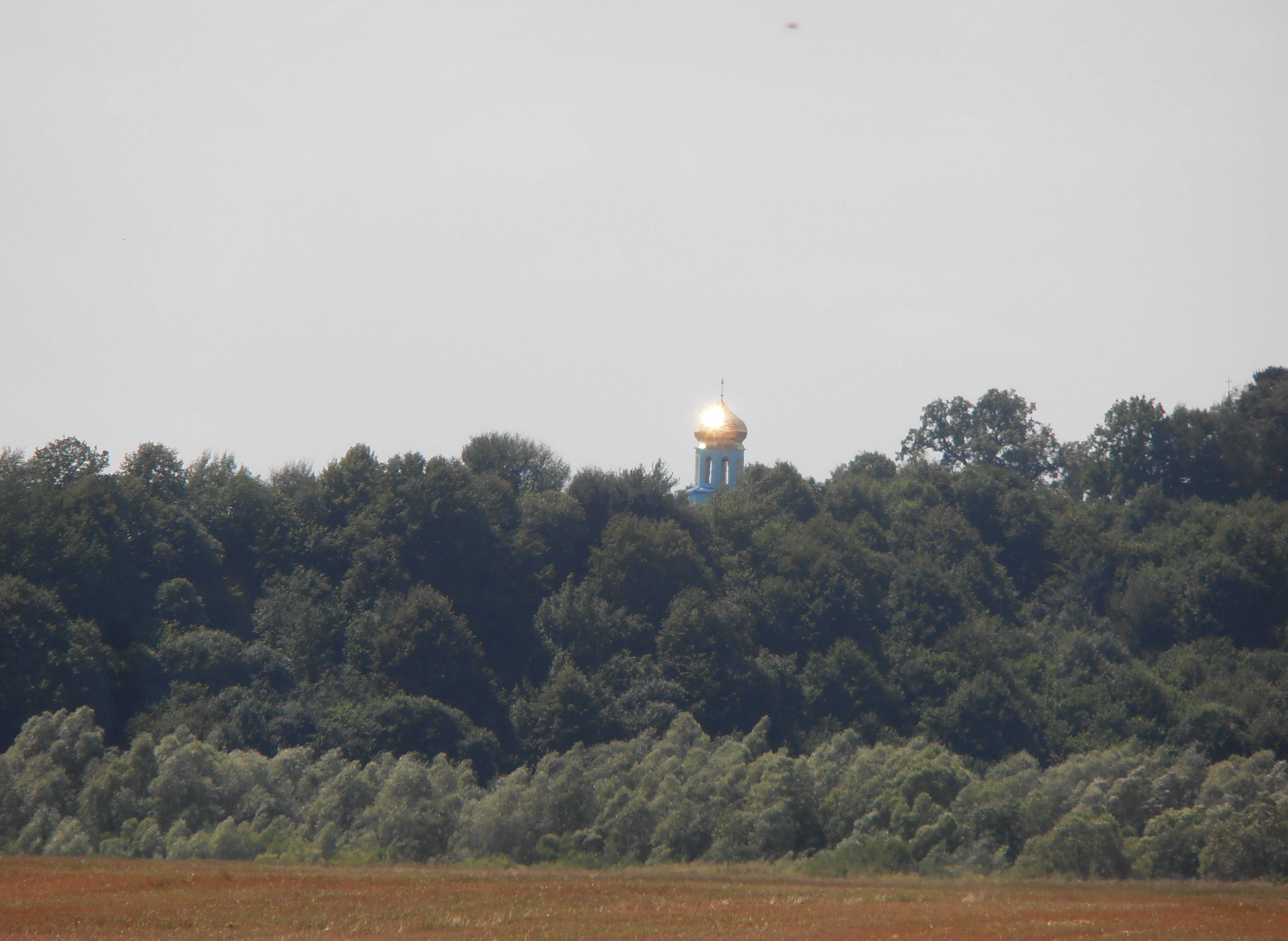
Вид на Викторов